# Hachirō Sugimoto
Hachiro Sugimoto  (杉本 八郎 Sugimoto Hachirō?) es un químico y farmacéutico japonés, conocido por su descubrimiento del donepezilo.
Sugimoto nació como el octavo entre nueve hijos en una sección del centro de Tokio en 1943 y se unió a Eisai, una compañía farmacéutica japonesa. mientras trabajaba para Eisai, se graduó en Universidad de Chuo en 1969 y obtuvo su doctorado en farmacología en la Universidad de Hiroshima en 2002.
Su investigación sobre "E2020" (ahora llamado  Donepezil), un inhibidor de la acetilcolinesterasa la comenzó en Tsukuba Research Laboratories de Eisai en 1983, porque su madre sufrió de demencia y había una hipótesis sugerida que la acetilcolina estaban estrechamente vinculados con Alzheimer.
En 2003, dimitió de Eisai y se convirtió en profesor en la Graduate School of Pharmaceutical Sciences de la Universidad de Kioto.

## Reconocimiento
Por su logro, Sugimoto recibió el premio de ciencia de Eisai en octubre de 1993, el premio de ingeniería de la sociedad farmacéutica de Japón en marzo de 1998 y el premio Imperial de invención en junio de 2002.